# Meridolum
Meridolum é um género de gastrópode  da família Camaenidae.
Este género contém as seguintes espécies:
- Meridolum benneti Brazier, 1872
- Meridolum corneovirens (Pfeiffer, 1851)
- Meridolum depressum Hedley, 1901
- Meridolum gulosum Gould, 1846
- Meridolum marshalli McLauchlan, 1951
- Meridolum middenense McLauchlan, 1954